# Valdiviella brodskyi
Valdiviella brodskyi is een eenoogkreeftjessoort uit de familie van de Aetideidae. De wetenschappelijke naam van de soort is voor het eerst geldig gepubliceerd in 1975 door Zvereva.